# Борисовская волость (Можайский уезд)
Борисовская волость — волость в составе Можайского уезда Московской губернии. Центром волости было село Борисово. Существовала до 1929 года. 

## История
По данным 1919 года в Борисовской волости было 6 сельсоветов: Заруцкий, Коровинский, Сивковский, Старосельский, Судаковский и Тропарёвский.
В 1923 году Заруцкий с/с был упразднён, а на его территории образованы Борисовский и Денежниковский с/с.
В 1926 году деревня Митяево была передана из Борисовской волости в Верейскую.
В 1927 году Борисовский с/с был упразднён, а на его территории образованы Заруцкий, Митяевский и Смолинский с/с. На территории упразднённого Денежниковского с/с были образованы Занинский и Лыткинский с/с. На территории упразднённого Старосельского с/с были образованы Власовский и Пеньговский с/с. На территории упразднённого Судаковского с/с были образованы Кикинский и Кулаковский с/с. Были образованы Кроминский (выделен из Сивковского), а также Аксентьевский и Мордвиновский (выделены из Тропарёвского) с/с.
В ходе реформы административно-территориального деления СССР в 1929 году Борисовская волость была упразднена.